# Troisvierges
Troisvierges (franska: Commune de Troisvierges, tyska: Ulflingen, Gemeinde Ulflingen) är en kommun och stad i norra Luxemburg. Den ligger i kantonen Canton de Clervaux och distriktet Diekirch, i den norra delen av landet, 60 kilometer norr om huvudstaden Luxemburg. Antalet invånare är 3 055. Arean är 38 kvadratkilometer. Gouvy.
Terrängen i Troisvierges är platt.

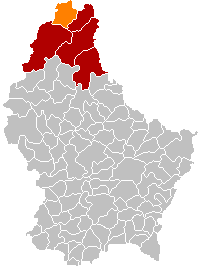
Troisvierges markerad med orange på en karta över Luxemburg.

I omgivningarna runt Troisvierges växer i huvudsak blandskog. Runt Troisvierges är det ganska glesbefolkat, med 42 invånare per kvadratkilometer. Inlandsklimat råder i trakten. Årsmedeltemperaturen i trakten är 7 °C. Den varmaste månaden är juli, då medeltemperaturen är 16 °C, och den kallaste är januari, med −4 °C.